# Artemis (A202)
Artemis (A202) je zpravodajská loď (SIGINT) švédského námořnictva. Ve službě nahradí zpravodajskou loď Orion (A201), která je ve službě od roku 1984. Je to největší postavená švédská válečná loď od torpédoborců třídy Halland z 50. let 20. století. Derivátem plavidla Artemis jsou polské zpravodajské lodě třídy Jerzy Różycki.

## Stavba
Plavidlo bylo objednáno roku 2017. Stavbou platformy byla pověřena polská loděnice Nauta (součást koncernu Polska Grupa Zbrojeniowa – PGZ) ve Gdyni. Slavnostní první řezání oceli proběhlo v březnu 2018 a jeho kýl byl založen o tři měsíce později. Dne 17. dubna 2019 bylo plavidlo spuštěno na vodu v jiné polské loděnici PGZ Stocznia Wojenna (Námořní loděnice PGZ, také součástí koncernu PGZ) ve stejném městě. Roku 2021 projekt zpozdily ekonomické potíže loděnice PGZ Stocznia Wojenna. Zkouška plavidla byly zahájeny 2. listopadu 2022 v loděnici Kockums v Karlskroně. Dne 28. dubna 2023 výrobce Artemis předal švédskému zbrojnímu úřadu Försvarets materielverk, který následně zajišťuje instalaci speciálního vybavení. Do služby bylo přijato 15. listopadu 2023.

## Konstrukce
Plavidlo má výtlak okolo 3000 tun. Oproti svému předchůdci Orion je výrazně větší a moderněji vybavené. Plavidlo je vybaveno 35 jedno a dvoulůžkovými kajutami pro posádku a obsluhu specializovaného vybavení. Pohonný systém tvoří čtyři dieselgenerátory, každý o výkonu 990 kW, dodávající energii dvěma podům na zádi. Manévrovací schopnosti zlepšují dvě příďová dokormidlovací zařízení. Rychlost dosahuje přibližně čtrnácti uzlů.